# موشق لالایان
موشق آرتسرونو لالایان (ارمنی: Մուշեղ Արծրունու Լալայան؛  زادهٔ ۱۸ مارس ۱۹۶۷) سیاستمدار اهل ارمنستان است.

## زندگی‌نامه
وی در ۱۸ مارس ۱۹۶۷ در ایروان به دنیا آمد و از دانشگاه دولتی اقتصاد ارمنستان فارغ‌التحصیل گشت. همچنین برندهٔ جوایزی همچون مدال گارگین نژده (۲۰۰۳) و مدال یادبود نخست‌وزیر ارمنستان (۲۰۰۶) شده است.

## یادداشت
1. ↑  ՀՀԿ Նախագահի տեղակալ